# Cray-2
Cray-2 je superračunalo tvrtke Cray Research razvijeno 1985. Bilo je najbrže računalo svog doba i zamijenilo je računalo X-MP. Brzina mu je bila 1.9 GFLOPS.